# Aleksandr Korniłow
Aleksandr Korniłow (ros. Александр Корнилов, ur. 12 kwietnia 1985) – rosyjski wioślarz, reprezentant Rosji w wioślarskiej dwójce podwójnej podczas Letnich Igrzysk Olimpijskich w Pekinie.

## Osiągnięcia
- Mistrzostwa Świata – Monachium 2007 – czwórka podwójna – 7. miejsce[1][2].
- Mistrzostwa Europy – Poznań 2007 – czwórka podwójna – 1. miejsce[2].
- Igrzyska Olimpijskie – Pekin 2008 – dwójka podwójna – 11. miejsce[1][2].
- Mistrzostwa Europy – Ateny 2008 – czwórka podwójna – 5. miejsce[2].
- Mistrzostwa Europy – Brześć 2009 – czwórka podwójna – 6. miejsce[2].